# دیرک یانسن
دیرک یانسن (به انگلیسی: Dirk Janssen) (زادهٔ ۱۱ ژوئیهٔ ۱۸۸۱ - درگذشته ۲۲ نوامبر ۱۹۸۶) ژیمناست اهل کشور هلند بود.